# Napoli, Fiskeren og hans brud
Napoli, Fiskeren og hans brud (Deens voor Napels, De visserman en zijn bruid) is een gezamenlijke compositie van Holger Simon Paulli, Edvard Helsted (akten 1 en 3), Niels Gade (akte 2) en Hans Christian Lumbye. Het betreft hier balletmuziek voor een choreografie van Auguste Bournonville.  
Het ballet kwam er niet zonder slag of stoot. Het publiek keurde Bournonvilles vorige ballet Le toréador af. Bournonville vroeg zelfs de koning of hij verder mocht. Dat was niet het geval. Hij werd voor zes maanden verbannen en vertrok onder meer naar Italië met daarin opgenomen een bezoek aan de stad Napels. Aldaar kwam de inspiratie voor zijn nieuwe ballet. Dat ballet werd voor het eerst opgevoerd op 29 maart 1842 in het Det Kongelige Teater , Kopenhagen en kwam ook in de 21e eeuw regelmatig op de planken (tot 2011 waren 856 voorstellingen gegeven). Het verhaal gaat over de jonge Theresina die valt voor de visser Gennaro. Na diverse hindernissen te hebben overwonnen trouwt het stel. 

## Discografie
Het ballet is opgenomen door het Aalborg Symfoniorkester in een verzamelbox met alle balletmuziek bij de balletten van Bournonville. 